# Notre-Dame-du-Rocher
Notre-Dame-du-Rocher ist eine Ortschaft und eine ehemalige französische Gemeinde mit 58 Einwohnern (Stand: 1. Januar 2022) im Département Orne in der Region Normandie. Sie gehörte zum Kanton Athis-de-l’Orne und zum Arrondissement Argentan.
Mit Wirkung vom 1. Januar 2016 wurden die bisherigen Gemeinden Athis-de-l’Orne, Bréel, La Carneille, Notre-Dame-du-Rocher, Ronfeugerai, Ségrie-Fontaine, Taillebois und Les Tourailles zu einer Commune nouvelle mit dem Namen Athis-Val de Rouvre zusammengeschlossen und haben in der neuen Gemeinde den Status einer Commune déléguée. Der Verwaltungssitz befindet sich im Ort Athis-de-l’Orne.

## Geografie
Der Ort Notre-Dame-du-Rocher liegt in unmittelbarer Nähe zur Straße D15, die in westliche Richtung nach Condé-sur-Noireau und in östliche Richtung über Putanges-Pont-Écrepin nach Argentan verläuft. Am westlichen und nördlichen Rand des früheren Gemeindegebiets entlang fließt die Rouvre; an der Grenze zu Taillebois mündet der von dort aus kommende Lembron in die Rouvre. Wie große Teile der Region ist es geprägt von der Landschaftsform Bocage und umfasst vor allem Weiden sowie landwirtschaftlich genutzte Felder. Der Boden beinhaltet in großen Mengen Granit, das teils in Form von kleinen Steinen und Felsen an die Oberfläche tritt.
Die Gemeinde grenzte bis 2016 an Ségrie-Fontaine im Norden, Bréel im Nordosten, Sainte-Honorine-la-Guillaume im Südosten, La Carneille im Südwesten und Taillebois im Westen.

## Geschichte
Ursprünglich hieß die Ortschaft Mille Savattes und entstand im Verlauf der Französischen Revolution unter diesem Namen als selbstständige Gemeinde. Ab 1801 hieß sie nach einer Anpassung der Rechtschreibung Mille-Savates, bevor sie 1878 den heutigen Namen Notre-Dame-du-Rocher erhielt. Als Vorbild für den Bestandteil Notre-Dame diente die gleichnamige Dorfkirche, während Rocher Fels bedeutet und wohl auf die entsprechende landschaftliche Prägung zurückzuführen ist. In Anlehnung daran werden die Bewohner abgeleitet vom lateinischen Wort rupes (Fels) als Rupestriens bezeichnet.
Zur Zeit des Hundertjährigen Krieges gehörte die heutige Gemeinde im 15. Jahrhundert zu den von England besetzten Gebieten und unterstand dem besonderen Schutz des englischen Königs Heinrich IV. Das Gebiet war traditionell landwirtschaftlich geprägt und konnte diesen Charakter bis heute beibehalten. Eine an der Rouvre gelegene Anlage dient der Wasserversorgung der Region.

## Bevölkerungsentwicklung
| Jahr      | 1962 | 1968 | 1975 | 1982 | 1990 | 1999 | 2011 |
| Einwohner | 95   | 89   | 72   | 72   | 73   | 66   | 64   |

Während der Französischen Revolution lag die Bevölkerungszahl 1793 bei 220 und wuchs in der nachfolgenden Zeit bis auf 322 Bewohner im Jahr 1831 an. Anschließend sank sie leicht, bis sie zum Ende des 19. Jahrhunderts hin deutlich einbrach und bis 1901 auf 152 Menschen fiel. Dieser Trend setzte sich fort, sodass 1962 mit 95 erstmals weniger als 100 Einwohner registriert wurden.